# Alberto Nani
Alberto Nani Caputo (geboren am 15. Mai 1913 in Buenos Aires; gestorben am 23. Juni 1989 ebenda) war ein argentinischer Ichthyologe.

## Leben
Nani studierte Zoologie und arbeitete ab 1931 als studentische Hilfskraft in der Abteilung für Ichthyologie des Museo Argentino de Ciencias Naturales Bernardino Rivadavia in Buenos Aires. Nach dem Abschluss seines Studiums wurde er 1937 Mitarbeiter des Museums. Von 1942 bis 1947 nahm Nani an sechs Forschungsreisen in das Argentinische Antarktisterritorium teil. Von 1959 bis 1966 war er Profesor Asociado am Institut für Biologie der naturwissenschaftlichen Fakultät der Universidad de Buenos Aires. Ab 1966 arbeitete Nani in der Nationalen Fischereidirektion.
Mit seiner Kollegin María Luisa Fuster de Plaza veröffentlichte Nani 1947 die Erstbeschreibung von Hypophthalmus oremaculatus, einer in weiten Teilen Südamerikas verbreiteten und wirtschaftlich bedeutenden Art der Antennenwelse. Die Erstbeschreibung von Notomyxine, einer Gattung der Schleimaale, folgte 1951 zusammen mit Francisco S. Gneri.
Alberto Nani wurde mit dem Artnamen von Eptatretus nanii Wisner & C. B. McMillan, 1988 geehrt, einem Schleimaal aus den Gewässern vor Valparaíso. Die Ehrung erfolgte für seine frühen Forschungen an den Schleimaalen Chiles, für seine fachliche Unterstützung der Autoren und für die Bereitstellung von Vergleichsexemplaren.